# Tostarp
Tostarp är en by i Asarums socken Karlshamns kommun i Blekinge län, belägen just norr om Asarum/Karlshamn. Den västra delen av Tostarp utgör en småort, Tostarp (västra delen).
I byns västra del återfinns Karlshamnstravet.